# 이성진 (1934년)
이성진(1934년 6월 6일 ~ 2024년 2월 17일)은 대한민국의 교수이다.

## 학력
- 마산고등학교 (졸업)
- 서울대학교 사범대학 (교육학 / 학사)
- 서울대학교 대학원 (교육심리학 / 석사)
- 조지피바디대학 (심리학 / 석사)
- 캔자스 대학교 (교육심리학 / 박사)

## 경력
- 서울대학교 교육학과 교수
- 캔자스주립뇌병원 임상심리전문가
- 한국교육심리연구회장
- 한국행동과학연구소장
- 한국카운슬러협회 회장
- 한국행동분석학회장
- 한국교육학회 사무국장
- UNESCO 교육연구자 훈련 세미나 의장

## 생애
그는 서울대 교육학과를 졸업한 뒤 미국 조지피바디대 대학원에서 심리학 석사 학위를, 캔자스대에서 교육심리학 박사 학위를 받았다. 1965년~1970년에 캔자스주립뇌병원에서 임상심리교수를 지낸 뒤 서울대 교육학과 교수로 재직했다. 특히 1970년대에 당시 생소했던 행동분석학을 우리나라에 최초로 도입하여 그 이론적 발전에 기여하였다. 즉 행동분석이론과 그 기법을 우리나라 교육현장에 토착화시킴으로써 교육의 질적 향상을 도모하는데 온 힘을 기울였다. 그의 저서인 <교육심리학서설>은 교육심리학의 정체성을 확고히 다지는 데에 결정적 역할을 하였다는 관련 학계의 평을 받고 있다. 이후 1999년 교수직에서 퇴임했으며 2007년 학술원 회원이 됐다. 그리고 지속적으로 학계 발전을 위한 연구를 이어갔다.

### 사망
2024년 2월 17일 세상을 떠났다. 향년 89세.

## 저서
교육·심리 서가 (2023)
한국인의 삶 (2013)
행동수정 (2001)
교육심리학서설 (1990)